# Paavo Aitio
Paavo Johannes Aitio (né le 14 juillet 1918 à Turku et mort le 1er juin 1989 à Turku) est un homme politique finlandais,,. 

## Biographie
Paavo Aitio est le fils d'un charpentier de Turku. Il fréquente l'école primaire. De 1931 à 1938, il est ouvrier à la fonderie et usine de machines de G. E. Nylund à Turku.  De 1938 à 1951, il y est successivement assistant de bureau, trésorier, comptable et chef de bureau.
Il entre en politique après les guerres d'hiver et de continuation dans les rangs des sociaux-démocrates et il est élu au conseil municipal de Turku en 1945.
L'année suivante, Aitio rejoint les démocrates du peuple, d'abord le Parti de l'unité socialiste (fi) (SYP) et  en 1948 le Parti communiste finlandais (SKP).
Tout au long de sa carrière, il travaille principalement au sein du SKDL, dont être membre est probablement la simple formalité pour commencer sa carrière politique.
Paavo Aitio est député SKDL circonscription du Sud de Turku du 21 juillet 1951 au 31 janvier 1977.
Paavo Aitio est ministre des Transports et des Travaux publics du gouvernement Koivisto I (22.3.1968-28.2.1970), ministre des Transports du gouvernement Koivisto I (1.3.1970-14.5.1970) et ministre de l'Emploi du gouvernement Miettunen II (30.11.1975-29.9.1976),.

## Reconnaissance
- Docteur honoris causa en science politique de l'Université de Turku, 1980
- Titre de ministre, 1988